# Spoorlijn 260B
Spoorlijn 260B was een Belgische industrielijn in Charleroi. De lijn liep van de aftakking Damprémy aan lijn 260A naar de Fosse Saint-Auguste en was 1,2 km lang. In het verleden heeft de lijn ook het nummer 192 gehad. 

## Aansluitingen
In de volgende plaats was er een aansluiting op de volgende spoorlijn:
Y Damprémy
Spoorlijn 260A tussen Monceau en Amercoeur